# ليونارد كاري
ليونارد كاري (بالإنجليزية: Leonard Carey)‏ (و. 1887 – 1977 م) هو ممثل، من المملكة المتحدة، ولد في إنجلترا، توفي عن عمر يناهز 90 عاماً.

## وصلات خارجية
- ليونارد كاري على موقع IMDb (الإنجليزية)
- ليونارد كاري على موقع أول موفي (الإنجليزية)
- ليونارد كاري على موقع قاعدة بيانات برودواي على الإنترنت (الإنجليزية)
- ليونارد كاري على موقع قاعدة بيانات الأفلام السويدية (السويدية)
- ليونارد كاري على موقع قاعدة بيانات الفيلم (الإنجليزية)